# تيموثي إيدي
تيموثي إيدي (بالإنجليزية: Timothy Eddy)‏ هو عازف تشيلو أمريكي، ولد في القرن العشرين.

## وصلات خارجية
- تيموثي إيدي على موقع ميوزك برينز (الإنجليزية)
- تيموثي إيدي على موقع أول ميوزيك (الإنجليزية)
- تيموثي إيدي على موقع ديسكوغز (الإنجليزية)